# Котвица
Котвица (на српском „сидро") је била симбол Пољске тајне државе и Армије Крајове током Другог светског рата. Осмислили су је 1942. године припадници јединице за мале саботаже Армије Крајове и веома брзо је постао симбол Пољске борбе за ослобођење. Симбол је комбинација латиничних слова PW као скраћенице за Борбену Пољску (пољ. Polska Walczaca) као и за Пољску армију (пољ. Wojsko Polskie).
Први пут су је на зидовима Варшаве нацртали малолетни извиђачи 20. марта 1942. године у склопу психолошког рата против немачког окупатора. 27. јуна 1942. године створена је нова традиција: да би обележили имендан свог председника Владислава Рачкиевиоча (пољ. Wladyslaw Raczkiewiocz) и главнокомандујућег пољских снага генерала Владислава Сикорског (пољ. Wladyslaw Sikorski), припадници Армије Крајове обележили су неколико стотина копија пропагандних новина Нови Варшавски Курир (пољ. Nowy Kurier Warszawski), које су подржавали Немци са симболом Котвица. Првобитно је штампано само 500 примерака али је следеће године број порастао на 7.000.
18. фебруара 1943. године командант Армије Крајове, генерал Стефан Ровецки (пољ. Stefan Rowecki) је издао наређење у којем је захтевао да се све саботаже, партизанске и герилске акције потписују симболом Котвице. 25. фебруара исте године званични орган Армије Крајове, Информативни Билтен (пољ. Biuletyn Informacyjny), назвао је Котвицу „симболом Пољске илегалне армије“. Ускоро је симбол стекао огромну популарост и био је опште прихваћен од стране Пољског народа. Током касније фазе Другог светског рата, многе политичке и војне организације у Пољској (чак и оне које нису биле у вези са Армијом Крајове) усвојиле су Котвицу као свој симбол. Котвица је сликана на зидовима пољских градова, печатирана је на немачким новчаницама и поштанским маркама, штампана је у заглављу илегалних новина и књига и постала је симбол Варшавског устанка.
Комунистичке власти су после рата забраниле овај симбол. Међутим, Котвицу су као свој симбол наставили да користе припадници Армије Крајове у егзилу. Са слабљењем комунистичког режима у Пољској и ова забрана је полако нестала. Први су је употребили 1976. године припадници антикомунистичке организације ROPCiO која се борила за поштовање људских права у Пољској. Касније су је као свој симбол усвојиле и многе друге политичке организације у Пољској од крајње деснице и KPN Лешек Мочулски (пољ. KPN Leszek Moczulski), до крајње левице Борбена Солидарност (пољ. Solidarnosc Walczaca).